# Bitwa pod Jaksicami (1944)
Bitwa pod Jaksicami – zwycięska bitwa partyzancka stoczona 5 sierpnia 1944 roku w czasie blokady szosy pod Jaksicami przez oddziały Armii Krajowej, przeciw niemieckiej jednostce Feldjägerkorps uczestniczącej w akcji likwidacji Republiki Pińczowskiej.

## Przebieg bitwy
Uprzedzając niemieckie działania zmierzające do likwidacji Republiki Pińczowskiej 5 sierpnia rano oddział ze 120 pułku AK zablokował szosę prowadzącą z Krakowa na Sandomierz w miejscowości Jaksice. Podążająca tą drogą z kierunku Krakowa zmotoryzowana kolumna Feldjägerkorps dowodzona przez mjr. Willego Wehrmeiera wpadła w zastawioną zasadzkę. Kolumna zatrzymana przez zaporę z bron została zasypana ogniem przez partyzantów z oddziału Juliana Słupika. Po krótkiej walce Niemcy wycofali się. 
Wieczorem ponowili jednak atak, do którego użyli oprócz dwóch kompanii wojska dwa wozy pancerne i dwa samoloty. W czasie walki jeden z samolotów został uszkodzony i musiał lądować koło wsi Słonowice. Tam samolot został przejęty i zniszczony przez jeden z oddziałów AK.